# Джессоп, Август
Август Джессоп (англ. Augustus Jessopp "Огастус Джессоп"; 20 декабря 1823 — 12 февраля 1914) — английский священник, писатель, историк, литературовед. Работал сначала школьным учителем, а затем священником в Норфолке. Регулярно писал статьи для журнала «Девятнадцатый век», на разную тематику; юмор, полемика, история, литература. Опубликовал научные труды посвященные истории Норфолка и английской литературе.

## Молодость
Родился в Чесханте, Хартфордшир, 20 декабря 1823 года, был сыном Джона Симпсона Джессопа (ок. 1780-1851), адвоката, и Элизы Бриджер Гудрич. Он получил образование в Колледже Святого Иоанна). В 1848 году он женился на Мэри Энн Маргарет Коутсуорт. Получил сан священника в en:Papworth Everard в Кембриджшире, где он проживал до 1854 г., пока не стал директором гимназии Helston, где он работал до 1859 года. Затем он сменил доктора Винсента в школе короля Эдварда по футболу. Там он начал работу над исследованием истории Норвича. Потом стал ректором en:Scarning в 1879 году. В этот период он стал бакалавром и доктором богословия (1870).

## Экономика
Печатался в журнале “Девятнадцатый век”. Из его публикаций усматривается что он был твердо убежден, что многие проблемы не шли хорошо в сельских приходах и он праведно возмущался тяжелым состоянием рабочего и служащего, из-за растущей тенденции лишить их всех шансов подняться на высший уровень, ибо зло усиливалось, по его мнению, упадком мелких хозяйств. Он понял также тяжесть деревенской жизни шлифованную его однообразием и невозможностью убежать, хотя, возможно, он был слишком склонен предполагать, что эти тяготы были настолько тяжелыми и его соседям-крестьянам, как и ему самому. Вся его публицистическая картина была очень мрачной, а не обыденным. Он, конечно, сделал все, чтобы скрасить жизнь села и он был совершенно свободен от клерикального фанатизма.

## История
Еще в 1855 году, Джесоп издал перепечатку Джона Донна. «Очерки Божественности». В 1897 году он написал короткую жизнь Донна в серии изданий «Подвижники религии». В 1879 году он опубликовал свой труд «История епархии Норвича». В 1885 году «Приход монахов» и другие исторические эссе, а в 1881 и 1890 году, «Аркадий на лучшее или на худшее» и «Испытания страны Парсон», которые стали наиболее популярными трудами.
В 1896 году он с М. Г. Джеймсом совместно редактировал издание книги Томаса из Монмута "Жизнь и чудеса святого Вильяма из Норвича.

## Признание
В 1895 году он стал почетным каноником Норвича и он был капеллан-медиком короля Эдуарда с 1902 по 1910 г. В 1907 году Джессоп получил общую пенсию в 50 фунтов стерлингов, в дополнение к £ 100 пенсии ранее предоставленной ему в знак признания его заслуг в археологии и литературе. Он отошел от общественной жизни в 1911 году и отправился жить в часовне Норвича. После выхода на пенсию он продал большую часть своей ценной библиотеки. Эта продажа привлекла большое внимание, потому что его библиотека содержала много раритетных исторических рукописей. Джессоп умер 12 февраля 1914 года и был похоронен в Scarning 14 февраля.